# Ekonomické dopady pandemie covidu-19 v Indii

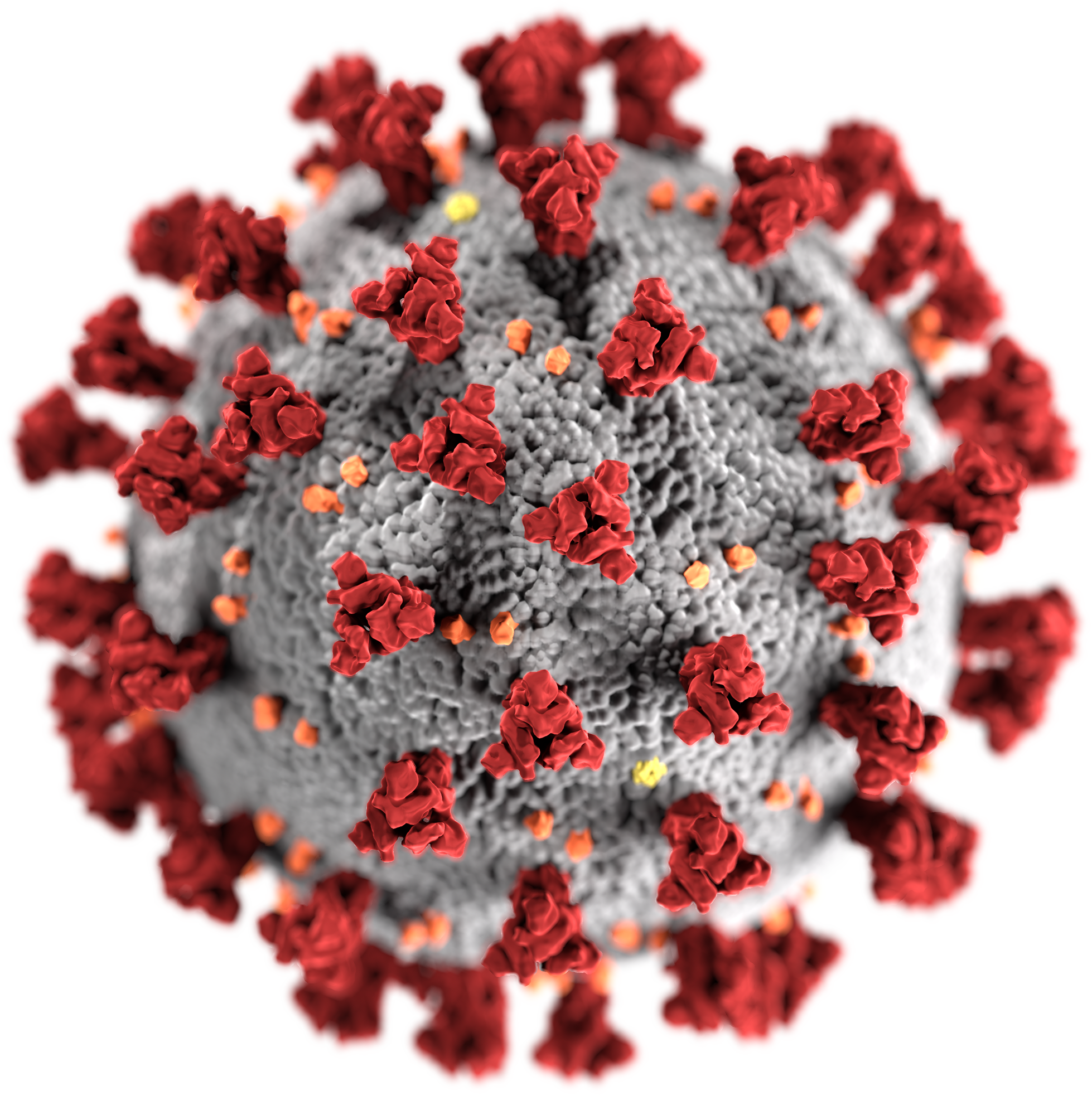
Koronavirus SARS-CoV-2 způsobující onemocnění

Ekonomický dopad pandemie covidu-19 na Indii v roce 2020 byl velmi ničivý. Indické ministerstvo statistiky uvedlo, že fiskální růst ve čtvrtém čtvrtletí roku 2020 poklesl o 3,1%. Hlavní ekonomický poradce indické vlády Krishnamurthy Venkata Subramanian prohlásil, že hlavní příčinou tohoto poklesu je dopad pandemie na indickou ekonomiku. Zpomalení expanzního růstu bylo zaznamenáno i před pandemií covidu-19. Pandemická krize ho ale výrazně ovlivnila. Podle Světové banky aktuální pandemie „zvětšila již existující rizika pro ekonomický výhled Indie.“
Světová banka označila indický růst FY2021 za nejnižší od indické hospodářské liberalizace v 90. letech. Po oznámení hospodářských opatření v polovině května se však odhady indického HDP propadly ještě hlouběji. Výzkum State Bank of India odhadoval pokles HDP v prvním čtvrtletí o více než 40 %. Dne 1. září 2020 zveřejnilo ministerstvo statistiky údaje o HDP za první čtvrtletí (duben až červen) roku 2020, které ukázaly pokles o 24 % ve srovnání se stejným obdobím předchozího roku.
Nezaměstnanost během dubna vzrostla z 6,7 % na 26 %. Od poloviny června se nezaměstnanost vrátila na úroveň před lockdownem, během kterého přišlo o zaměstnání odhadem 140 milionů osob. Miliónům dalších byly jejich platy sníženy. Více než 45 % domácností uvedlo, že zaznamenaly zásadní pokles příjmů, oproti předchozímu roku. Podle odhadů bylo v průběhu lockdownu výrazně postiženo až 53 % podniků v zemi.
Velké společnosti v Indii jako Larsen & Toubro, Bharat Forge, UltraTech Cement, Grasim Industries, Aditya Birla Group, vládní společnost BHEL a Tata Motors dočasně pozastavily, nebo výrazně omezily provoz.

## Ekonomická situace
V průzkumu FICCI, který se konal v březnu, zhruba 53 % indických podniků uvedlo, že na ně současná koronavirová situace měla značný dopad. 24. dubna míra nezaměstnanosti za necelý měsíc vzrostla přibližně o 19 %. Celková míra nezaměstnanosti napříč Indií činila 26 %. Zhruba 140 miliónů obyvatel přišlo o práci a více než 45 % domácností zaznamenalo menší příjmy než minulý rok. Několik firem, jako jsou hotely a letecké společnosti, byly nuceny některé zaměstnance propustit nebo jim alespoň snížit platy. Příjem transportních společností, jako je Ola Cabs, se v období mezi březnem a dubnem snížil skoro o 95 %, což vyústilo k přerušení pracovních poměrů s 1 400 zaměstnanci. Předpokládaná ztráta byla stanovena na 15 000 crore (2,1 bilionů dolarů), a to pouze za březen a duben. 

## Zpomalení před pandemií
Indie byla svědkem zpomalení ekonomiky před vypuknutím pandemie. Od přelomu let 2018 a 2019 se ekonomický růst Indie spíše propadal. Pouze za leden 2020, ještě před lockdownem a jakýmkoliv zaznamenáním pandemie v Indii, Mezinárodní měnový fond snížil odhadovaný HDP za rok 2019 a rovněž snížil předpokládaný HDP i na rok 2020. Demonetizace indických bankovek z roku 2016 a ustanovení nových daní na zboží a služby z roku 2017 způsobily četné kolísání a rozvraty v ekonomii. Kromě toho se Indie potýkala s několika bankovními krizemi, jako byla krize leasingové infrastruktury a finančních služeb, a ztroskotání vládního programu na podporu výroby v Indii ‚Make in India‘. Vliv mělo i značné snížení příjmů u městských i venkovských sektorů rok před lockdownem. 

## Zemědělství
Studie Zdravotnické organizace Indie (PHFI), Harvardu a Centra pro udržitelné zemědělství z prvních dvou týdnů v květnu zjistila, že 10 % indických zemědělců nemohlo za poslední měsíc sklidit úrodu a 60 % z těch, co úrodu sklidilo, uvedlo, že byla nižší než předchozí roky. Většina zemědělců sdělila obavy z následující sezóny. Kvůli logistickým problémům spojených s karanténou nemohly čajové pěstírny sklidit první úrodu čajových listů. Zatím není známo, jaký dopad to mělo na druhou sklizeň čajových listů. Výsledný export čajů se za tento rok mohl snížit až o 8 %. V březnu 2020 se export čajů z Indie oproti březnu 2019 snížil o 33 %. Rovněž bylo kvůli narušeným potravním řetězcům častější plýtvání jídlem. Toto ovlivnilo hlavně menší farmy. Od 20. dubna se díky novým karanténním opatřením řešícím znovuotevření ekonomie mohly opět otevřít kaučukové plantáže, obchody a zemědělské podniky, obchodující hlavně s mlékem, čajem a kávou. Ke konci dubna bylo zemědělství podle plánu PM-KISAN podpořeno 17 986 crore (asi 2,5 bilionů dolarů). 

## Výrobní průmysl
Velké indické společnosti jako Larsen & Toubro, Bharat Forge, UltraTech Cement, Grasim Industries, oděvní a prodejní křídlo Aditya Birla Group, Tata Motors a Thermax dočasně ukončily nebo značně snížily produkci v mnoha svých výrobních továrnách napříč celou zemí. Indické společnosti produkující iPhone většinu výroby dočasně přerušily. Skoro všichni výrobci dvou a čtyřkolových motorových vozidel zrušily výrobu až do odvolání. Mnoho společností se rozhodlo zůstat uzavřených alespoň do 31. března. Hindustan Unilever, ITC a Dabur India zavřely všechny továrny s výjimkou těch, které vyrábějí důležité produkty.

## Obavy a komentář
Existovaly obavy ohledně toho, kde by vláda našla finanční prostředky na boj s koronavirem a zároveň udržela ekonomiku naživu. Odborníci navrhli opatření, jako je nahlížení do norem NPA, platby daní a podpora příjmů těm v neorganizovaných odvětvích. Uvažovalo se také o režimu přímého převodu hotovosti pro nejzranitelnější skupiny, jako tomu bylo v jiných zemích. 
Dne 8. dubna 2020 generální ředitel společnosti Bajaj Auto, Rajiv Bajaj, ve svém stanovisku v časopise Economic Times napsal, že „lockdown způsobí, že Indie bude v boji proti epidemii spíše slabá než silnější“. Rajiv Bajaj napsal, že „Indie se možná bude muset prodat z koronavirové krize“. Po zveřejnění ekonomického balíčku kritizovala Barbara Harriss-Whiteová „šokovou taktiku“ vlády Modi během pandemie covidu-19, stejnou „šokovou taktiku“, jaká byla vidět během demonetizace. 
Tisková informační kancelář provedla kontrolu zpráv, že příběhy o finanční krizové situaci v Indii jsou falešné. Finanční krize nebyla v historii Indie dosud nikdy zavedena. Řada společností prováděla opatření k zajištění toho, aby byl neklid zaměstnanců omezen na minimum. Hero MotoCorp vysílala videokonference z radnice, skupina Tata vytvořila pracovní skupinu pro zefektivnění práce z domova a společnost Siemens rovněž informovala o celosvětové situaci pandemie covidu-19.

## Ekonomické nebezpečí versus zdravotní riziko
„Indie riskuje ekonomickou hara-kiri [sebevraždu], pokud bude lockdown trvat mnohem déle.“ (11. května 2020)
„Rozšíření uzamčení nejsou jen ekonomicky katastrofální, jak jsem tweetoval dříve, ale také vytvářejí další lékařskou krizi“ (Anand Mahindra, 25. května 2020)
V březnu Adar Poonawalla, generální ředitel Serum institutu v Indii, uvedl, že „ekonomické nebezpečí ohniska bylo exponenciálně větší než jeho zdravotní rizika“.
29. dubna indický miliardář NR Narayana Murthy uvedl, že pokud bude lockdown pokračovat, může Indie zaznamenat více úmrtí v důsledku hladu než v důsledku pandemie. 

## Dodavatelské řetězce a logistika
Po lockdownu došlo k poruše určitých základních dodavatelských řetězců. Britannia Industries, podporující lockdown, vyzvala vládu, aby zajistila, že nebude omezen mezistátní pohyb surovin pro potravinářský průmysl. Generální ředitel Britannia uvedl, že „pokud dojde k přerušení pouze jednoho článku v dodavatelském řetězci, zemi by mohly docházet zásoby balených potravin v příštích 7–10 dnech.“ Ačkoli cestování mezi státy bylo zakázáno, nevztahovalo se na základní potřeby a na místech, jako je Maháráštra, měla státní policie tento proces ještě zefektivnit a narušit dodavatelské řetězce. Vidya Krishnan v Atlantiku napsal, že kvůli lockdownu byl ovlivněn i pohyb zdravotnického zboží.
Vláda 29. března povolila během výluky pohyb veškerého základního i sekundárního zboží po celé zemi.

## Platy
Předseda vlády 19. března vyzval podniky a segmenty společnosti s vysokými příjmy, aby se postaraly o ekonomické potřeby všech těch, kteří jim poskytují služby. Během živého televizního vysílání také apeloval na rodiny, aby nesnižovaly platy za pomoc v domácnosti. Po lockdownu rozeslala vláda doporučení a směrnice, které společnostem ukládaly mimo jiné platit zaměstnancům.
Ministerstvo financí vydalo kancelářské memorandum dne 23. března 2020:
[...] všude, kde je taková smlouva uzavřena, je třeba, aby neformální a externě zajištěný personál ministerstev a jiných organizací indické vlády zůstával doma z důvodu příkazu ke karanténě týkajícího se prevence COVID-19 [...] bude s nimi zacházeno jako „ve službě“ během takové doby nepřítomnosti a odpovídající mzda by byla vyplácena odpovídajícím způsobem. [...]
Tyto pokyny platí do 30. dubna 2020.
- Sekce Addt, ministerstvo výdajů, ministerstvo financí
O několik dní později vzrostly obavy, jak by mohly být mzdy vypláceny a zda je směrnice legální či nikoli. Migrující pracovníci také vyjádřili obavy ohledně provádění objednávek, protože mnoho denních pracovníků nemá žádné záznamy o vyhození ani o výplatách či srážkách platů; obavy se také rozšiřují na nejistotu ve schopnosti vlády vymáhat minimální mzdy během lockdownu, když to nemohla udělat ani za běžných časů. 
Dne 15. května Nejvyšší soud oznámil, že vláda by neměla podnikat „donucovací opatření“ vůči zaměstnavatelům za nevyplácení mezd během výluky. Soud komentoval vládní nařízení ze dne 29. března.

## Migrující a pracovní síla
Kvůli lockdownu zůstali pracovníci s denní mzdou (chudí ve městech a migrující dělníci) bez práce. Omezení výluky zároveň zastavila pohyb autobusů a vlaků. Velké množství migrujících pracovníků bylo nuceno vrátit se pěšky zpět do svých vesnic.
Brzy po směrnici ústřední vlády koncem března zřídily státní vlády 21 000 táborů, v nichž se ubytuje přes 660 000 migrantů a zastaví exodus. Vláda v Delhi zřídila do posledního březnového týdne více než 500 středisek pro odlehčení hladu. Do 5. dubna bylo 75 lakh lidem poskytováno jídlo po celé zemi v potravinových táborech pořádaných vládou a nevládními organizacemi. Ke 12. dubnu bylo zřízeno 37 978 humanitárních táborů a 26 225 potravinových táborů. Migrantům v těchto táborech v Kérale byly poskytnuty lékařské potřeby, jako jsou roušky, dezinfekční prostředky a léky.
Krátce poté, co bylo na konci března oznámeno uzavření celostátního trhu, FM Sitharaman oznámil plán výdajů pro chudé v hodnotě 1,7 miliardy rupií v hodnotě 1,7 miliardy USD (24 miliard USD). Jednalo se o převody hotovosti a kroky k zajištění bezpečnosti potravin. Za účelem zajištění pracovních míst a mezd pracovníkům byla průměrná denní mzda v rámci MGNREGA od 1. dubna zvýšena na ₹ 202 (2,80 USD) z dřívějších ₹ 182 (2,60 USD). Dne 14. května společnost FM Sitharaman dále oznámila bezplatné obiloviny pro migrující pracovníky a zaměřila se na 80 milionů migrujících pracovníků tím, že utratila 35 miliard ₹ (490 milionů USD).
Železnice přepravily 48,00 000 migrantů zpět do jejich domovů ve speciálních vlacích, které jim byly přiděleny mezi 1. a 27. květnem. I když tato služba nebyla zpočátku zdarma, s dodatečnými poplatky za běžné jízdné, ústřední vláda později přiměla železnice nabídnout 85% dotaci na jízdné ve vlacích a vlády státu financovaly zbývajících 15%. Ve stejném časovém období cestovalo celkem 91 lakhských migrantů ve vlacích i autobusech.
Vlády Uttarpradéše [301] [302] Madhjapradéš a Gudžarát se začátkem května snažily dočasně revidovat své pracovní zákony s cílem přilákat průmyslová odvětví a investice. Odborové svazy to kritizovaly jako škodlivé pro migrující pracovníky a zároveň dávaly větší autoritu zaměstnavatelům. 
Dne 20. června 2020 vláda zahájila Garib Kalyan Rojgar Abhiyaan pro blaho migrantů. V červenci Livemint uvedl, že společnosti mají potíže s přivedením pracovních sil zpět. I po pobídkách se mnoho dělníků zdráhalo cestovat zpět do městských oblastí.

## Spolupráce centra a států
Během pandemie covidu-19 došlo k mnoha soubojům mezi centrem a státem, které měly kromě okamžitého politického dopadu i sociálně-ekonomický dopad. Některé boje přímo nesouvisely s pandemií, jako je kauza hlavního ministra Telangány ohledně zákona o elektřině. Další boje přímo souvisely s dopady pandemie, jako je exodus migrantů. Alkohol se stal dalším zdrojem sporů. Některé státy vedly s centrem spory ohledně toho, jak by měl být lockdown proveden. 
Vláda Modi s ohledem na pandemii koronaviru pozastavila na dva roky poslancům Schéma rozvoje místní oblasti. Tato akce byla v mnoha ohledech označována za problematickou, včetně způsobení centralizace moci, protifederální povahy a vlivu na rozvoj na místní úrovni. Místo toho se objevily výzvy k zastavení přestavby projektu centrálního výhledu v Delhi na 20 000 milionů rupií (2,8 miliardy USD). 
Během odchodu z výluky chyběla spolupráce centra a státu i s místními úřady. To bylo viditelné při zacházení s migrující pracovní silou; nyní, když se společnosti vzpamatovávají, čelí nedostatku pracovních sil.